# 小谷建仁
小谷建仁（こたに けんじ1982年5月24日 - ）は、日本の俳優である。神奈川県出身。身長172cm、血液型はB型
スカウトをきっかけに、瀬々敬久監督の「肌の隙間」で映画、初主演をオーディションで得る。自身も役作りのために、自閉症児童のボランティアを始めていたが、2005年秋より瀬々敬久が監修する、映画美学校製作の長編劇映画「スミレ人形」の主演で俳優活動を一旦再開するも、2008年には再び活動を休止。インド・マダガスカルを旅する。帰国後、小谷をスカウトした才士真司の脚本・プロデュース作品「君へ。」に出演。2010年は、「A bed」に出演している。現在の所属事務所はコムスシフト。
インドに在住し、日本人向けの塾で講師をしていた。(2018年に帰国)

## 出演履歴

### 映画
- 2006年　「肌の隙間」 秀則役-主演　瀬々敬久監督
- 2006年　「ギミー・ヘブン」 大学生役　松浦徹監督
- 2007年　「刺青」 セミナー生役　瀬々敬久監督
- 2007年　「Life」 春日井俊希役　佐々木紳監督
- 2007年　「これから」 春日井俊希役　佐々木紳監督
- 2007年　「Vaiiey Of Flowers」パン・ナリン監督(ドイツ映画)
- 2008年　「すみれ人形」　文月役-主演　金子雅和監督　瀬々敬久監修
- 2008年　「丘を越えて」　文藝春秋社編集部員役　高橋伴明監督
- 2008年　「20世紀少年」　ニートの青年A役　堤幸彦監督
- 2011年　「君へ。」　佐竹役　西村晋也監督

### TV
- 2006年　「レモンエンジェル」 牧村哲夫役
- 2006年　「イヌゴエ」第10話
- 2006年　「心霊探偵 八雲」

### PV
- 2008年　「矢島美容室」　スチールカメラマン役